# 関東鉄道守谷営業所
関東鉄道守谷営業所（かんとうてつどうもりやえいぎょうしょ）は、茨城県守谷市百合ケ丘に存在する関東鉄道のバス営業所。営業所略記はMoRiyaのMR。

## 略歴
2017年（平成29年）12月16日に水海道営業所と取手営業所が移転・統合する形で新設された。この移転・統合は、つくばエクスプレス沿線における需要の高まりに対応して、回送距離の短縮、燃料費の削減を行い効率性を高めることを目的とした。
2025年（令和7年）からはつくば中央営業所より境 - 東京線と高速バス用車両が移管され、高速バス部門に参入した。

## 現行路線
守谷営業所管内の路線は、主に常磐線取手駅、常総線・つくばエクスプレス守谷駅から各住宅地を結ぶ路線を中心に運行している。路線の営業エリアは取手市、つくばみらい市、守谷市、常総市、坂東市である。

### 一般路線
乗降場所が共に守谷市内（取手市の「戸頭団地入口」「新大利根橋北」停留所も含む）の場合は終日運賃上限230円（現金・ICとも）が適用される。かつては昼間時間帯割引（曜日限定）が適用されていた（2021年3月26日をもってサービス終了）。
- 守谷駅西口 - 守谷市役所 - 守谷高校入口 - 久保ケ丘三丁目 - 新守谷駅　★
- 守谷駅西口 - 新守谷駅入口 - 御所ケ丘 - 研修センター前 - 北守谷公民館 （北守谷シャトル）
- 守谷駅西口 - 市民交流プラザ前 - 小絹中学校 - きぬの里
- 守谷駅西口 - 市民交流プラザ前 - 小絹中学校 - きぬの里 - 内守谷工業団地
- 守谷駅西口 - 市民交流プラザ前 - 小絹中学校 - きぬの里 - ミュージアムパーク茨城県自然博物館[注釈 1]
- 守谷駅西口 - 市民交流プラザ前 - 小絹中学校 - きぬの里 - 自然博物館入口 - 辺田三差路 - 岩井局前 - 岩井バスターミナル （急行坂東号）[注釈 2][4]
- 守谷駅西口 - 神田山 - 辺田三差路 - 岩井局前 - 岩井バスターミナル （直行坂東号）[注釈 3][5]
- 守谷駅西口 - けやき台 - 美園 - けやき台 - 守谷駅西口 （美園循環）
- 守谷駅東口 - けやき通り中央 - 谷井田 - 山王局前 - 取手駅西口 
  - 守谷駅東口 → けやき通り中央 → 守谷駅東口（みずき野循環）
  - 取手駅西口 - 山王局前 - 谷井田 - 豊体
- 取手駅東口 - 井野団地 - 取手駅東口 （井野団地循環） 均一運賃[注釈 4]　★
- 取手駅東口 - 井野団地 - JAとりで総合医療センター
- 取手駅西口 - 取手中央タウン - 江戸川学園　★
- 取手駅西口 - JAとりで総合医療センター

★印の路線ではかつては割増運賃の深夜バスも運行されていたが、コロナ禍の乗客減により2020年途中から当面の間運休となり、2021年12月20日のダイヤ改正で正式に深夜バスは全便廃止された。

### 高速バス

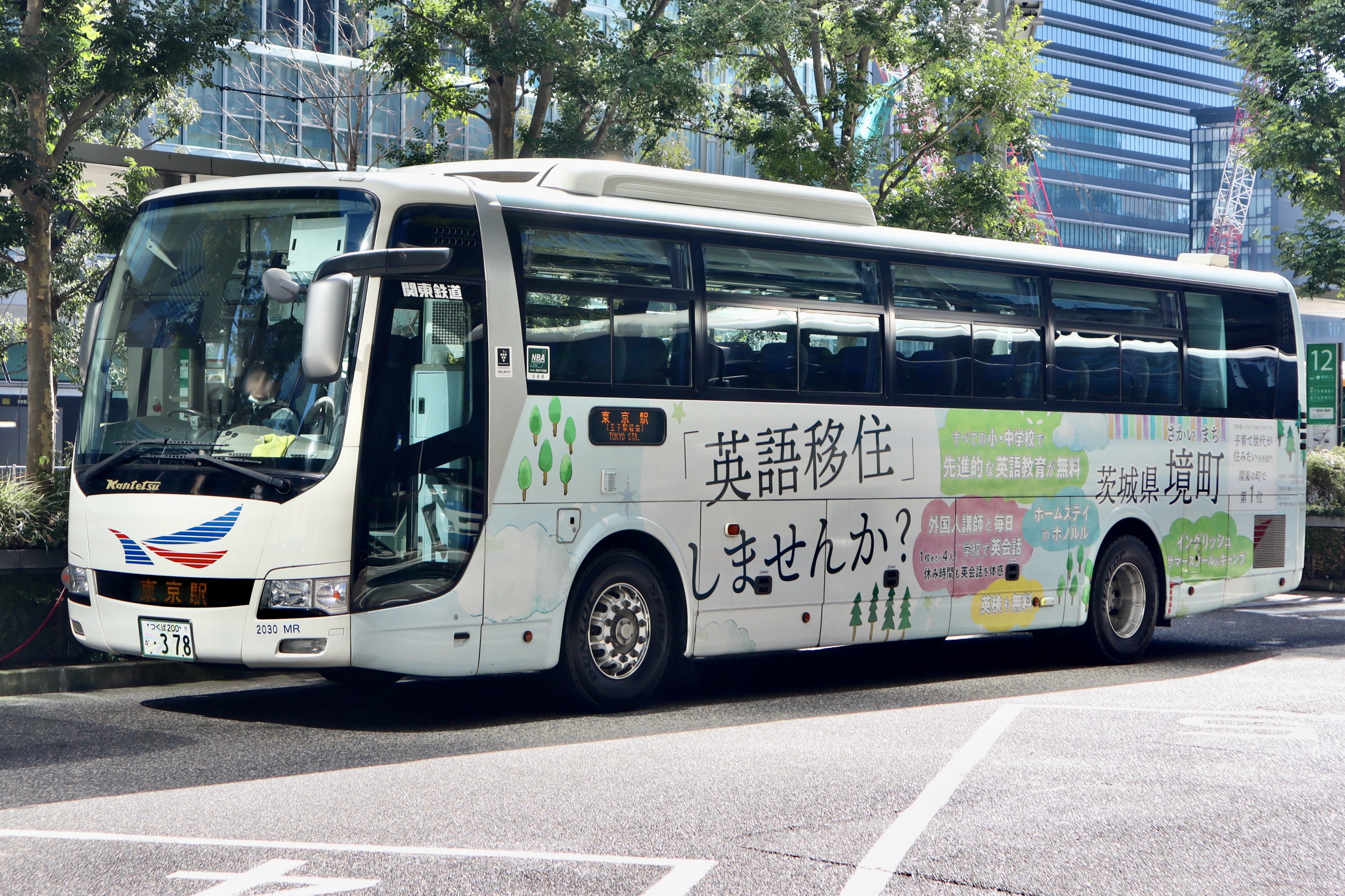
境 - 東京線専用車

- 境 - 東京線：境町高速バスターミナル - 王子駅・東京駅（JRバス関東佐野支店との共同運行）
  - 2025年2月1日、つくば中央営業所より移管。

### コミュニティバスの受託運行
- モコバス（守谷市）
- みらい号（つくばみらい市）
- 坂東号（坂東市）
- 取手市コミュニティバス（取手市）※竜ヶ崎営業所と共管
- JOY BUS（常総市）※つくば中央営業所と共管

### 企業送迎バスの受託運行
- 守谷駅西口 - キヤノンエコロジーインダストリー[7]
- 取手駅西口 - キヤノン取手事業所

### スクールバスの受託運行
- つくばセンター - 水海道駅 - 守谷駅西口 - 江戸川学園取手中学校・高等学校 [注釈 5]
- 取手駅東口 - 江戸川学園取手小学校[8]
- 守谷駅西口 - 江戸川学園取手小学校[9]

### その他送迎バスの受託運行
取手競輪場ファン送迎バス
- 取手駅西口 - 取手競輪場

## 廃止路線

### 一般路線
※統合前に廃止になった路線は『関東鉄道水海道営業所#廃止路線』及び『関東鉄道取手営業所#廃止路線』を参照。
- 守谷駅西口 → 守谷市役所 → 守谷高校入口 → 久保ケ丘 → 小絹中学校[注釈 6]　※深夜バス
- 水海道駅 - 神田山 - 岩井バスターミナル [注釈 7] ※2018年3月31日限り[10]
- 取手駅西口 → 戸頭駅入口 → 守谷駅西口 → 久保ケ丘 → 水海道駅 ※深夜バス、毎週金曜深夜と休前日前夜のみ[11]。2019年1月18日をもって運行終了[12]
- 守谷駅西口 - SMC筑波技術センター

（サワキ観光へ移管）
- 守谷駅西口 - 日本ファブテック株式会社（旧東京鉄骨）
- 取手駅西口 - 取手中央タウン - 取手スポーツセンター - 戸頭駅（2024年3月31日廃止）[13]

### 受託運行

#### 取手競輪
- 守谷駅 - 取手競輪場（2024年3月を以って廃止）
- 守谷駅西口 - 戸頭駅 - 取手競輪場（2024年3月を以って廃止）

## 車両
水海道と取手に配属されていたバスの84台が転属する形で始まり 、一般路線車は全車バリアフリー車両で運行されている。2018年春には守谷営業所として初となる新車（いすゞエルガハイブリッド）が3台納車された。
2020年には水戸営業所から三菱・エアロスターノンステップバスが当所に転属配置されている。
2023年には 中華人民共和国・BYD製の電気バス、BYD・K8が2台（2248MR・2249MR）配置された。
中古は京成バスからの移籍車が主に配置されているが、2020年には東京ベイシティ交通から日野・ブルーリボンハイブリッドノンステップバスが2両（9513MR,9514MR）配置されたが、9514MRは2021年につくば北営業所に転出。9513MRも2023年に江戸崎に転出し、特定車として運用されている。
2023年には国際興業バスと川崎鶴見臨港バスからのいすゞ・エルガが配置された。うち、国際興業バスからのエルガは常総筑波鉄道の復刻カラーで運用されている。